# ГЕС-ГАЕС Говайнш
ГЕС-ГАЕС Говайнш (порт. Barragem do Gouvaes) — гідроелектростанція на півночі Португалії у сточищі річки Тамега, яка є правою притокою Дору (найбільша за водозбірним басейном річка на північному заході Піренейського півострова, що впадає у Атлантичний океан біля Порту).
Введено в експлуатацію в липні 2022 року
Особливістю проекту є його реалізація іспанською енергетичною компанією Iberdrola, тоді як до цього розвитком гідроелектроенергетики в Португалії займалась практично виключно місцева Compahia Portuguesa de Producao de Electricidade. Станція використовує як нижній резервуар водосховище ГЕС Daivoes, яке Iberdrola звела на Тамезі. Його утворить бетонна арково-гравітаційна гребля висотою 77,5 метра та довжиною 264 метри, що утримує витягнуте по долині річки на 16,5 км при максимальній ширині 0,8 км водосховище, яке має площу поверхні 3,4 км2 та об'єм 56 млн м3 (корисний об'єм 24 млн м3).
Верхній резервуар створено на лівій притоці Тамеги річці Торно за допомогою бетонної гравітаційної греблі висотою 30 метрів та довжиною 233 метри. Вона утрює водосховище, витягнуте по долині річки на 3 км при максимальній ширині 1 км, що має площу поверхні 1,76 км2 та об'єм 13,7 млн м3 (корисний об'єм 12,7 млн м3).
У комплекс також входить дериваційний тунель довжиною 4,7 км та діаметром 7,3 метра, а також верхня балансуюча камера шахтного типу висотою 70 метрів при діаметрі 21 метр.
Машинний зал, споруджений у підземному виконанні на глибині 321 метр, обладнано чотирма оборотними турбінами типу Френсіс потужністю по 220 МВт, які працюють при напорі у 645 метрів. Крім того, ще один підземний зал споруджено для трансформаторного обладнання.
На початку 2017 року інвестор уклав угоду з компанією Ferrovial Agroman на виконання основних будівельних робіт по проекту.